# Wialec
Wialec (biał. Вялец; ros. Вялец) – wieś na Białorusi, w obwodzie mińskim, w rejonie wołożyńskim, w sielsowiecie Wołożyn, na skraju Puszczy Nalibockiej.
W dwudziestoleciu międzywojennym leżał w Polsce, w województwie nowogródzkim, w powiecie wołożyńskim.